# أكياكا
أكياكا (بالتركية: Akyaka)‏ بلدة ساحلية بمديرية «أٌوْلَا» (بالتركية: Ula)‏ في محافظة موغلا بجنوب غرب تركيا، تقع على ساحل «الريفيرا التركية». تقع المدينة في الطرف البعيد الداخلي في شرق خليج غوكوفا (بالتركية: Gökova)‏، في بداية سهل غوكوفا الخصيب، وهي مركز صاعد مهم في السياحة الدولية. أكياكا هي أول مدينة ساحلية تصادفها على الطريق المزدحم من مركز مقاطعة موغلا إلى مركز منتجع مارماريس.
يُعتقد أن أكياكا كانت مأهولة بالسكان منذ العصور القديمة، وظلت حيًا صغيرًا منعزلًا لصيد الأسماك حتى وقت قريب. يعود بدء تعرف الجماهير الكبيرة من السواح على أكياكا إلى سبعينيات القرن الماضي، ففي تلك السنوات بدأت الأنشطة السياحية على الرغم من صغر حجمها.
بالقرب منها يوجد جبل «ساكار تبّة» (بالتركية: Sakartepe Dağı)‏ وبه موقع «ساكار باس» (Sakar Pass) ومعناه «الممر الأخرق» أو «الطريق المجنون»  وهي بقعة صالحة لممارسة رياضة الطيران المظلي حيث ينحدر الطريق من ارتفاع 670 مترًا إلى مستوى سطح البحر في منطقة مغطاة بأشجار الصنوبر على بعد 12 كيلومتر على طول طريق ذو منحنيات حادة جدًا. يوجد عند قاعدة التل تقاطع طرق أكياكا.
يُشار أحيانًا بالخطأ إلى بلدة أكياكا باسم: «غوكوفا» على اسم خليج «غوكوفا» وسهل «غوكوفا»، بينما توجد بلدة أخرى تحمل اسم غوكوفا بعيداُ عن الساحل ومجاورة لأكياكا وهي تهم الزائرين أيضاً ولها تقاطع طرق خاص بها أبعد قليلاً عن تقاطع طرق بلدة أكياكا في اتجاه مارماريس.
توجد مدينتان اليوم في سهل غوكوفا هما: غوكوفا وأكياكا فقط.

## التاريخ
لم يكن أغلب سهل غوكوفا مثمرًا لعدة قرون حتى النصف الأخير من القرن العشرين، وكان مغطىً بمستنقعات تعيش عليها الملاريا. كان السكان يهجرون مستوطناتهم وحقولهم بالكامل خلال الأشهر النشطة للملاريا وينتقلون إلى هضاب المرتفعات. كانت الأراضي الصالحة للزراعة عادة مملوكة لكبار ملاك الأراضي من المقاطعة المركزية: «أٌوْلَا» (بالتركية: Ula)‏.
في عام 1926م، تم وضع برنامج منظم لمكافحة الملاريا كإحدى أولويات الجمهورية التركية الجديدة في عشرينيات القرن العشرين بموجب قانون محدد في ذلك العام، وتم في إطاره منح سندات ملكية للأفراد أو مجموعات الأشخاص على أساس مساحات المستنقعات التي يجففونها، وقد نجحوا للغاية في تحويل منطقة أكياكا وخاصة من خلال المشاريع المحلية التي استمرت من 1925م إلى 1940م.
في العقود التالية سيطر على الاقتصاد المحلي تحويل الحقول إلى محاصيل نقدية، وبخاصة زراعة التبغ، وظل الحال حتى السبعينيات عندما تم اتخاذ الخطوات الأولى في صناعة السياحة.
بدأ الزوار من المقاطعات والأحياء المجاورة والمدن الكبرى في بناء منازل صيفية ومنشآت سياحية في أكياكا من أجل نسيم أكياكا البكر. ومع ازدهار السياحة في الثمانينيات من القرن الماضي، اتخذت أكياكا وجهة «المدينة السياحية» اليوم، حتى أصبحت أكياكا مشهورة عالميًا تمامًا في مجال السياحة في السنوات الأخيرة.

## إدارياً
- أصبح لأكياكا «مختار» خاص بها في عام 1971م.
- تطورت أكياكا وأصبحت «بلدة» في عام 1992م.
- صارت أكياكا أحد أحياء مديرية «أٌوْلَا» (بالتركية: Ula)‏ عام 2012م في محافظة موغلا.

## الجغرافيا والمجتمع
يبلغ عدد سكان منطقة أكياكا، التي تقع في وسط محافظة موغلا، حوالي 1500 نسمة في فصل الشتاء وتصل إلى 3-4 آلاف في فصل الصيف.

تأتي في فصل الربيع أنواع مختلفة من الطيور المهاجرة إلى سهل «غوكوفا» من أجل البوص.

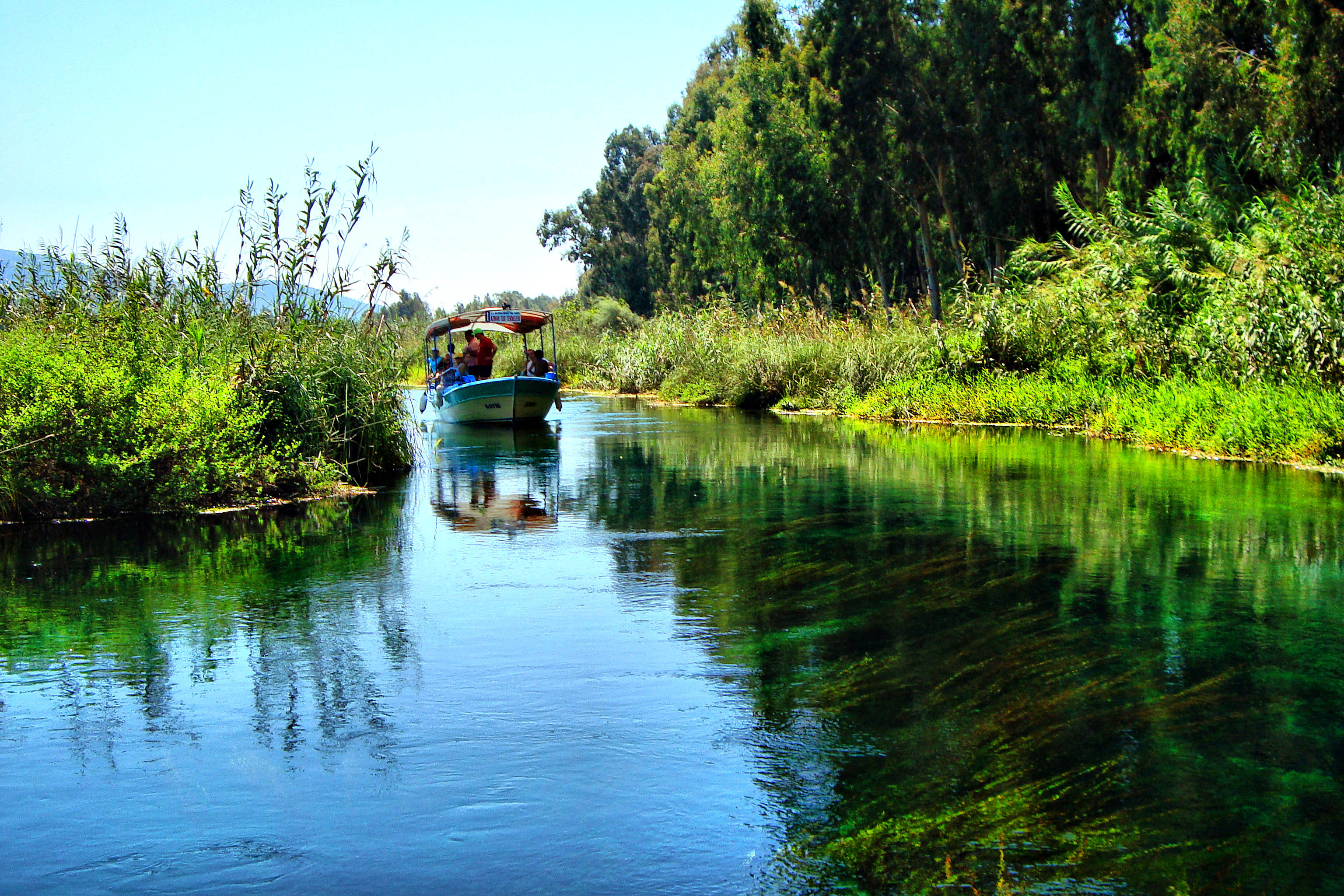
جولة بحرية في نهر "أزماك" في "أكياكا".

أحد أكثر شواطئ أكياكا المفضلة هو شاطئ «تشينار» (بالتركية: Çınar)‏ الذي يقع على الطريق إلى «أورين» (بالتركية: Ören)‏ وعلى طول الساحل مع وجود طريق مُسفلت يسهل الوصول إلى شاطئ تشينار الذي يبعد حوالي 3 كم عن أكياكا. عندما اتباع الطريق المؤدي إلى شاطئ تشينار، يمكن الوصول إلى خليج «أكبوك» (بالتركية: Akbük)‏ أيضاً، ومن هناك إلى أورين.
يمكن الوصول إلى أكياكا أيضاً عن طريق مجرى المياه المعروف باسم «قادين أزماك» (بالتركية: Kadın Azmak)‏ والذي يشتهر بجماله الطبيعي على ضفاف النهر الصغير. يُمكن ممارسة الرياضات المائية وركوب الأمواج والتجديف في المنتجع، ويمكن ركوب الدراجات الجبلية. على بعد مسافة قصيرة من نهر «أزماك»، توجد رحلات بحرية منتظمة إلى جزيرة «سدير» (بالتركية: Sedir)‏ عن طريق البحر.
يمكن ممارسة رياضة الطيران بالمظلات من جبل «ساكار تبة» (بالتركية: Sakartepe)‏، شمال أكياكا.
على الرغم من أن أكياكا بها عدد قليل من الناس الذين يعملون في الزراعة، إلا أن أراضيها رطبة وخصبة. تواكب السكان الأصليون مع قطاع السياحة سريع التطور في السنوات العشر الماضية.

### إيديما
اعتبارات الارتفاع الآمن تؤثر في اختيار أماكن السكن وإنشاء المستوطنات، حتى عند القدماء أيضًا. فقد كانت مدينة غوكوفا، البعيدة عن البحر بالنسبة لأكياكا، موقعاً قديماً لمدينة إيديما (Idyma) التاريخية التي لا تزال بعض بقاياها موجودة اليوم وتعود إلى القرن الرابع قبل الميلاد على الأقل عندما تأسست إيديما كمدينة «كارية» في إقليم «كاريا».
ربما تكون المنطقة الحضرية في إيديما قد امتدت قديماً وغطت المنطقة الواقعة بين شرق أكياكا مباشرة وتجاوزت قرية «كوزلوكويو» (بالتركية: Kozlukuyu)‏ التي هي الآن حي تابع لبلدة غوكوفا يبعد عنها 3 كيلومترات.
يقع أكروبول المدينة وأسوارها بطول 200 متراً وحوالي خمسين مقبرة حجرية، على طول المنحدر الحاد نزولاً من 400 متراً ارتفاعاً وحتى من مستوى سطح البحر، عند «كوتشوك ساكار» (بالتركية: Küçük Sakar)‏ في «كوزلوكويو».  تم استكشاف أكروبول المدينة من قبل عالم الآثار الفرنسي لويس روبير (بالفرنسية: Louis Robert)‏ في عام 1937.
توجد قلعة بيزنطية تحتاج إلي ترميم على سفوح جبل «ساكار» (Sakar)، ونفق تحت الأرض يؤدي إلى ضفة جدول ماء «أزماك ديري» (بالتركية: Azmakdere)‏ أو «قادين أزماك» (بالتركية: Kadın Azmak)‏، وربما كان يُدعى «إديموس» (Idymus) في العصور القديمة.
ولأن الموقع الأثري القديم يمتد من حيث كبر مساحته وطول عمره الزمني، فإن بعض الاكتشافات الأثرية ترتبط بأكياكا، في حين أن العديد منها يرتبط بغوكوفا وخاصة قرية «كوزلوكويو».

### الغزو الفارسي

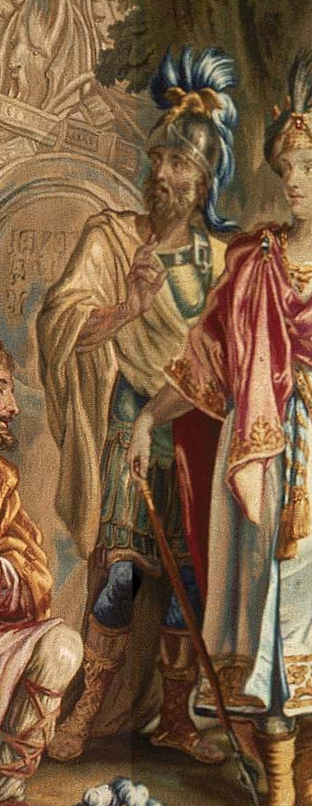
الجنرال "هارباجوس" (Harpagus).

في عام 546 قبل الميلاد غزت الجيوش الفارسية تحت قيادة الجنرال هارباجوس (Harpagus) كل المنطقة، ولكن ظلت العادات الكاريّة والدين كما هما.
ظهر الحلف الديلي ما بين 484 و405 قبل الميلاد، وكان رابطة بين دول المدن اليونانية، حيث بلغ عدد أعضائه ما بين 150 أو 173 مدينة، إلى 330 مدينة تحت قيادة أثينا، وكان هدف الحِلف مواصلة القتال ضد الإمبراطورية الفارسية بعد النصر اليوناني في معركة بلاتيا ونهاية غزو الفرس الثاني لليونان.
كانت مدينة أكياكا شريكا في الحلف الديلي وكان دورها أن تدفع ضرائب محددة لميزانية الحلف.
ورد اسم مدينة إيديما في قوائم الضرائب للأعوام 453-452 قبل الميلاد، وهي أول وثيقة مكتوبة تذكر المدينة، كما تذكر تلك الوثائق نفسها وجودة سيادة محلية باسم عائلة «باكتيس» (بالتركية: Paktyes)‏ والذين ربما يكون أحفادهم قد أسسوا سلالة حكمت إيديما وقد تكون القبور الحجرية الموجودة حالياً خاصة بأفراد تلك السلالة.
كانت مدينة إيديما تَسُكّ عملتها الخاصة، حيث أنتجت عملاتها المعدنية الخاصة بها، وكانت عملتها منقوش على جانب واحد منها اسم ""إيديميون Idimion"، والجانب الآخر عليه رأس إله المراعي: "بان"، ملمحًا إلى عبادة رعي الغنم.
من عام 167 قبل الميلاد إلى القرن الثاني على الأقل، كانت إيديما والمنطقة بأكملها جنوب موغلا (Mobolla)، جزءًا من الممتلكات البرية لجزيرة رودس في الساحل الجنوبي لكاريا، والذي كان يُسمى: «بيراي» (Peraia أو Peræa Rhodiorum).

## مجرى ماء أزماك

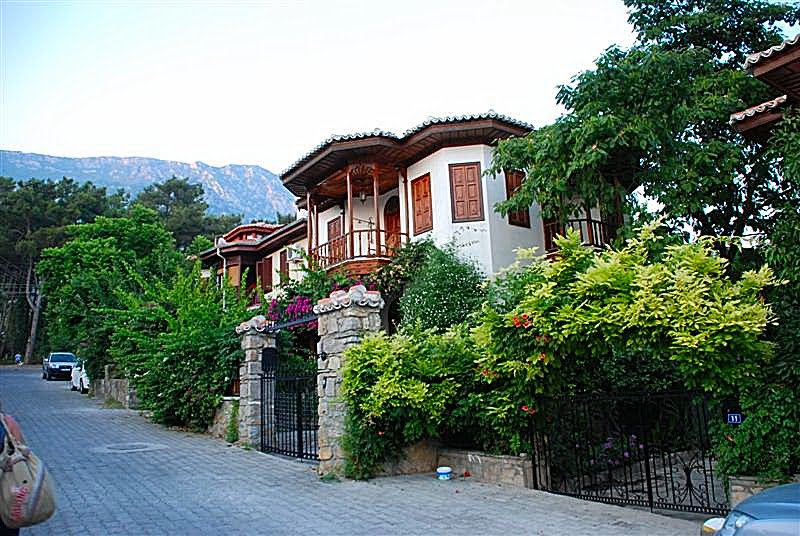
المنازل في "أكياكا".

نهر «أزماك» (Azmak) هو الاسم المختصر لمجرى مائي قصير ولكن عميق يصل إلى البحر في أكياكا ويتشكل من ينابيع تمتد على بعد حوالي ميلين من الشرق إلى الغرب.
يُتيح عُمق مجرى ماء «أزماك» للقوارب أن تسير فيه لمسافة كبيرة، كما أن ثراء الحياة البحرية تحت ماءه جعلته مكانًا مفضلاً لجولات القوارب اليومية حول أكياكا ولممارسي رياضة الغوص بأجهزة السكوبا. مياه النهر باردة ومالحة بعض الشيء بسبب مستوى سطح البحر عبر السهل، لكن نباتات جرجير الماء والكرفس يزدهران في «أزماك» والمطاعم على طول مسارها مما يجعل النهر رمزًا ونقطة جذب مهمة لمنطقة أكياكا.
تُستخدم أحيانًا كلمة "Azmak" لوصف نهر وهي تعني "الجريان الصاخب" باللغة التركية، في إشارة إلى تيار الماء القوي وليس العنيف، وهو ما يكون خاصة في فصل الشتاء.
يشار إلى هذا النهر في «أكياكا» باسمه الكامل: «قادين أزماك» (بالتركية: Kadın Azmak)‏ ومعناه «المرأة المرحة»، ليضفي سمات أنثوية على النهر ويميزه عن نهر «أزماك» الكائن في «آق تشابينار» (بالتركية: Akçapınar)‏ في الجانب الآخر من نفس السهل، أو عن أنهر أخرى تحمل اسم «أزماك» أيضاً في شبه جزيرة جاليبولي أو بلغاريا.

## العمارة

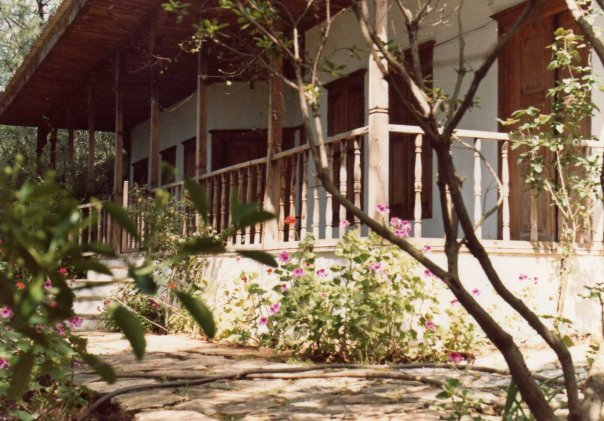
المنزل الشخصي "لنائل شاكر خان" في "أكياكا"، والذي حاز جائزة آغا خان للعمارة عام 1983م.

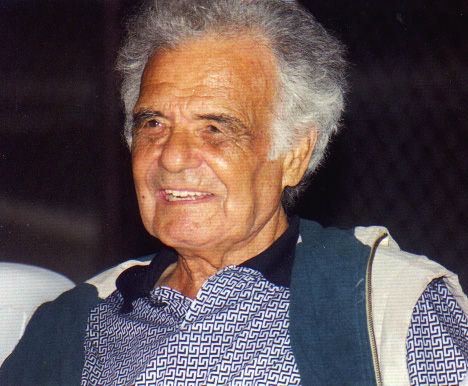
المعماري "نائل شاكر خان" الذي حاز جائزة آغا خان للعمارة عام 1983م عن تصميمه لمنزله في «أكياكا» وترميم البيوت. صورة في 1998م.

تتميز منطقة أكياكا بنمطها المعماري المميز لها، وهي في ذلك تُطبق لائحة بناء موحدة لجميع الأبنية فيها.
شكَّلت منطقة أكياكا نمط بناءٍ متميزٍ وحصريٍّ عليها فقط من خلال الجمع بين الطراز المعماري القديم لمنازل مدينة «أٌوْلَا»، وهي بلدة قديمة بالقرب من موغلا عاصمة المقاطعة ومصدر إلهام للهندسة المعمارية لأكياكا، والطراز المعماري الحديث.
تم تصميم هذه البيوت ذات الطابقين والمزروعة حدائقها بالزهور المزينة، وبالمداخن التقليدية الموجودة في موغلا، وشرفاتها الخشبية والأسقف المعلقة، مع الكثير من الأعمال الخشبية في الداخل والخارج والتي تخلق جمالًا متناسقاً مع الطبيعة، بطريقة تجعلها تبدو حديثة وتاريخية في نفس الوقت.
أما زخارف أسقف المنازل فهي مشهورة أيضًا في أكياكا، وتشتهر بها بيوتها الأصلية.  
تم إنشاء الطراز المعماري لمنازل أكياكا بواسطة الشاعر والصحفي الذي لم يدرس العمارة "نائل شاكر خان" (بالتركية: Nail Çakırhan)‏ الذي قام ببناء منزل خاص به يمزج بين التطور الحديث والجمال الطبيعي، مما كان مصدر إلهام للمطورين الآخرين للبناء بإحساس منسجم في هذا الموقع الشاعري الذي يجري فيه نهر «قادين أزماك» (بالتركية: Kadın Azmak)‏ ومعناه «المرأة المرحة» وتيار ماء «آق تشابينار» (بالتركية: Akçapınar Azmak)‏ باتجاه البحر.
حاز المعماري «نائل شاكر خان» (بالتركية: Nail Çakırhan)‏ جائزة آغا خان للعمارة عام 1983م، وهو الذي قد بنى منزله الخاص بهندسته المعمارية التقليدية وعمل في بناء وترميم البيوت في «أكياكا» على النمط المعماري التركي والعثماني والإيجي، وقد بنى منزله الشخصي في «أكياكا» بخليط من الأنماط المعمارية السابق ذكرها. وُلد «نائل شاكر خان» في مدينة «أٌوْلَا» ودرس في موغلا وقونية.

## معرض الصور

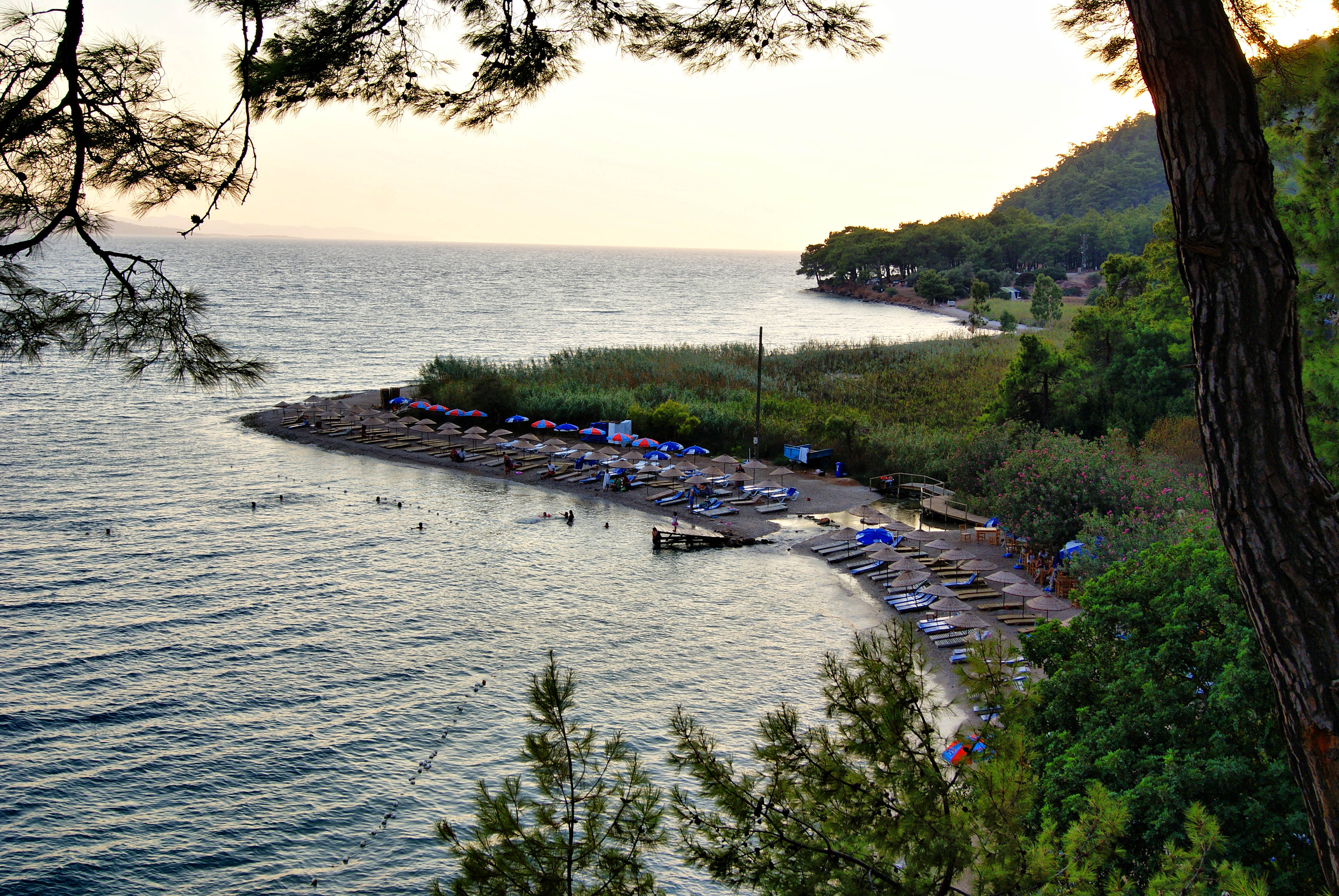
أكياكا.
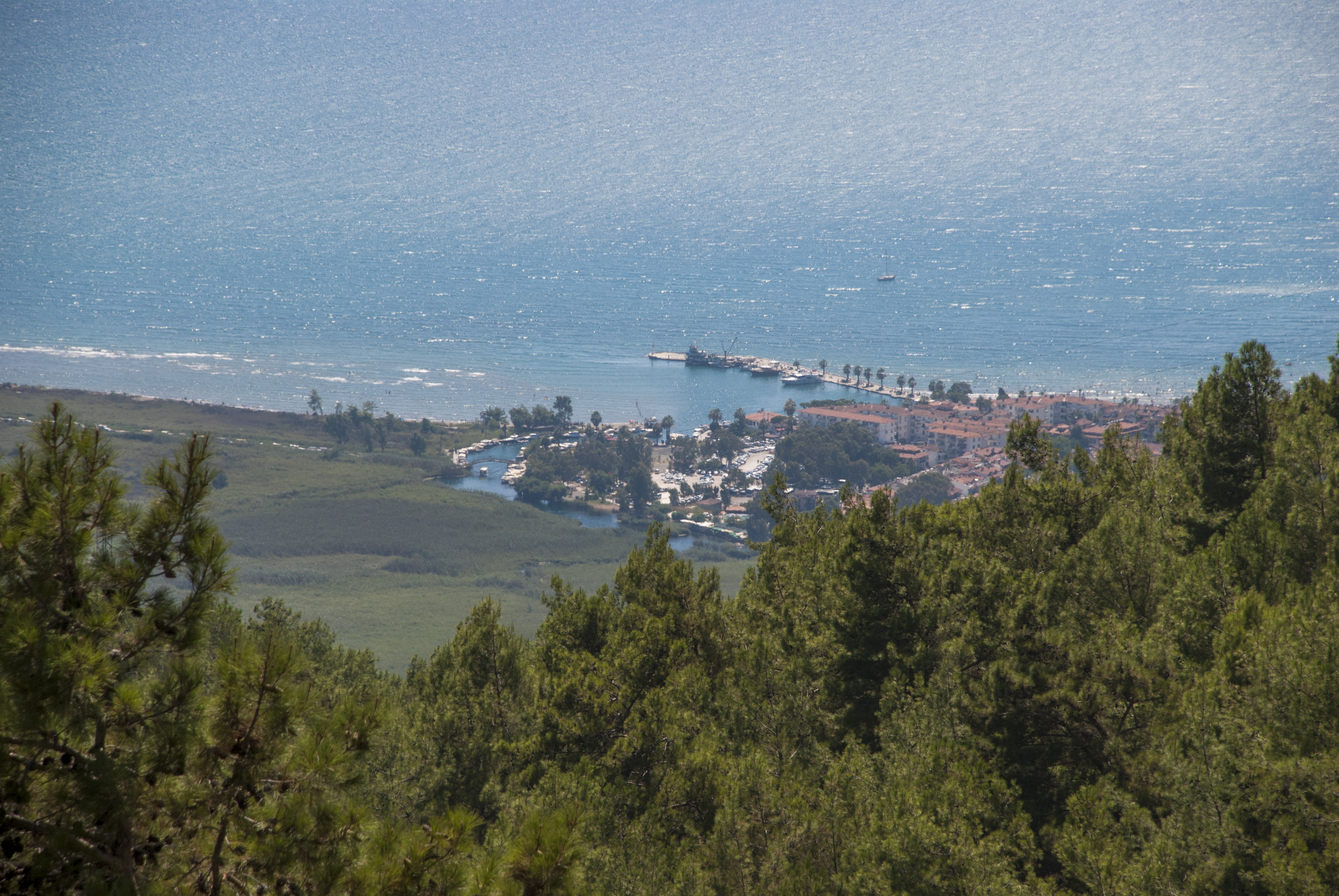
أكياكا.
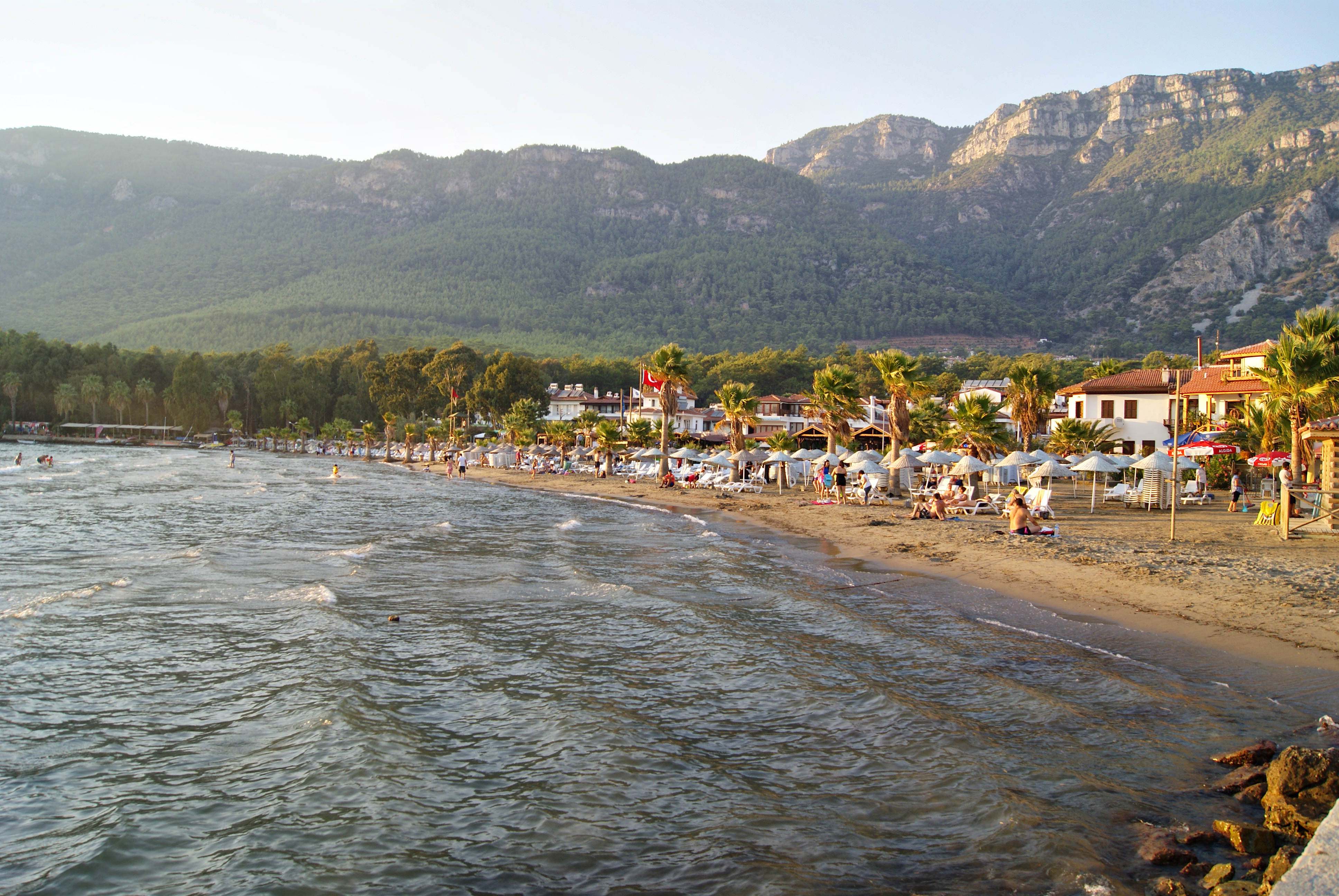
شاطئ أكياكا.
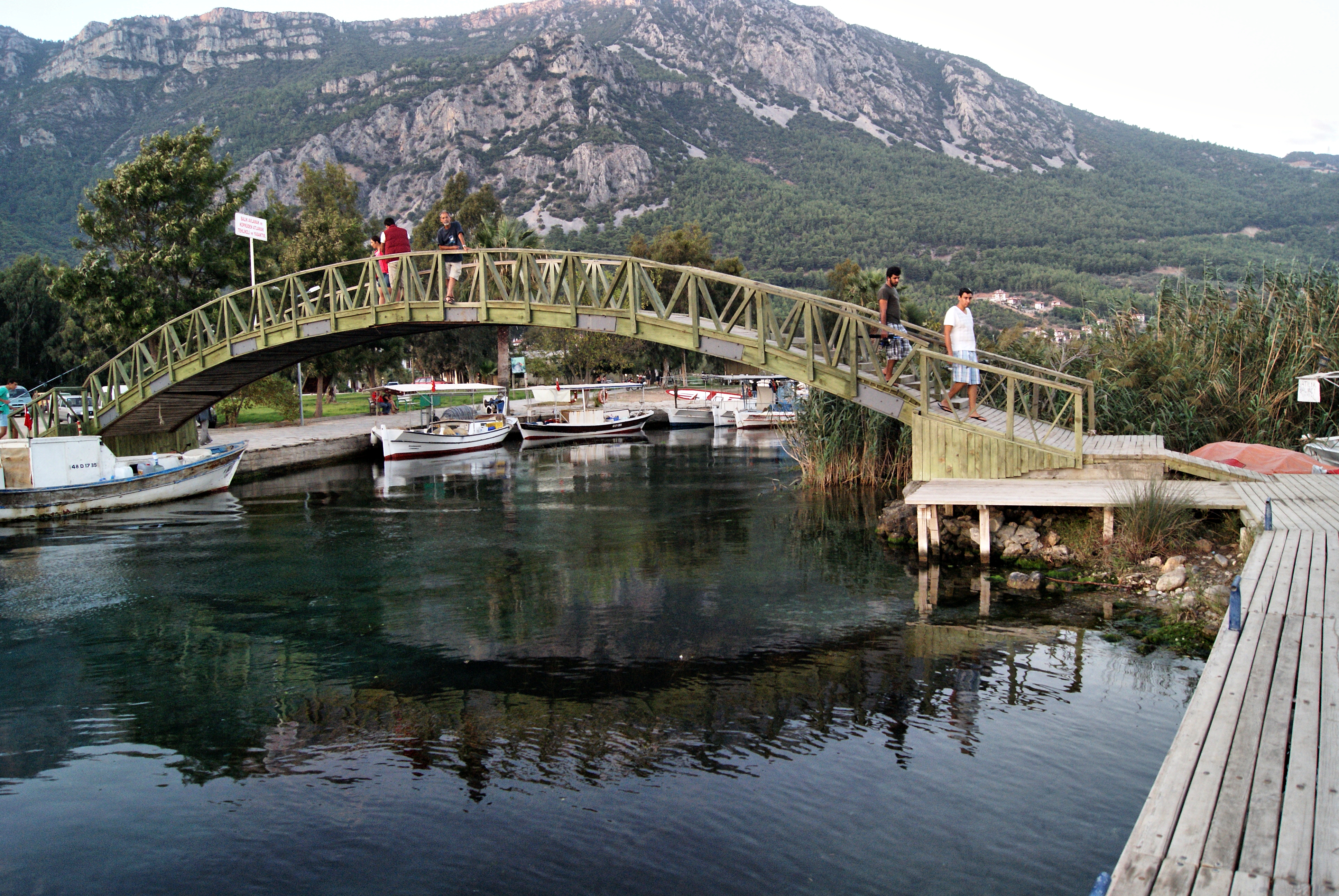
جسر على نهر في أكياكا.
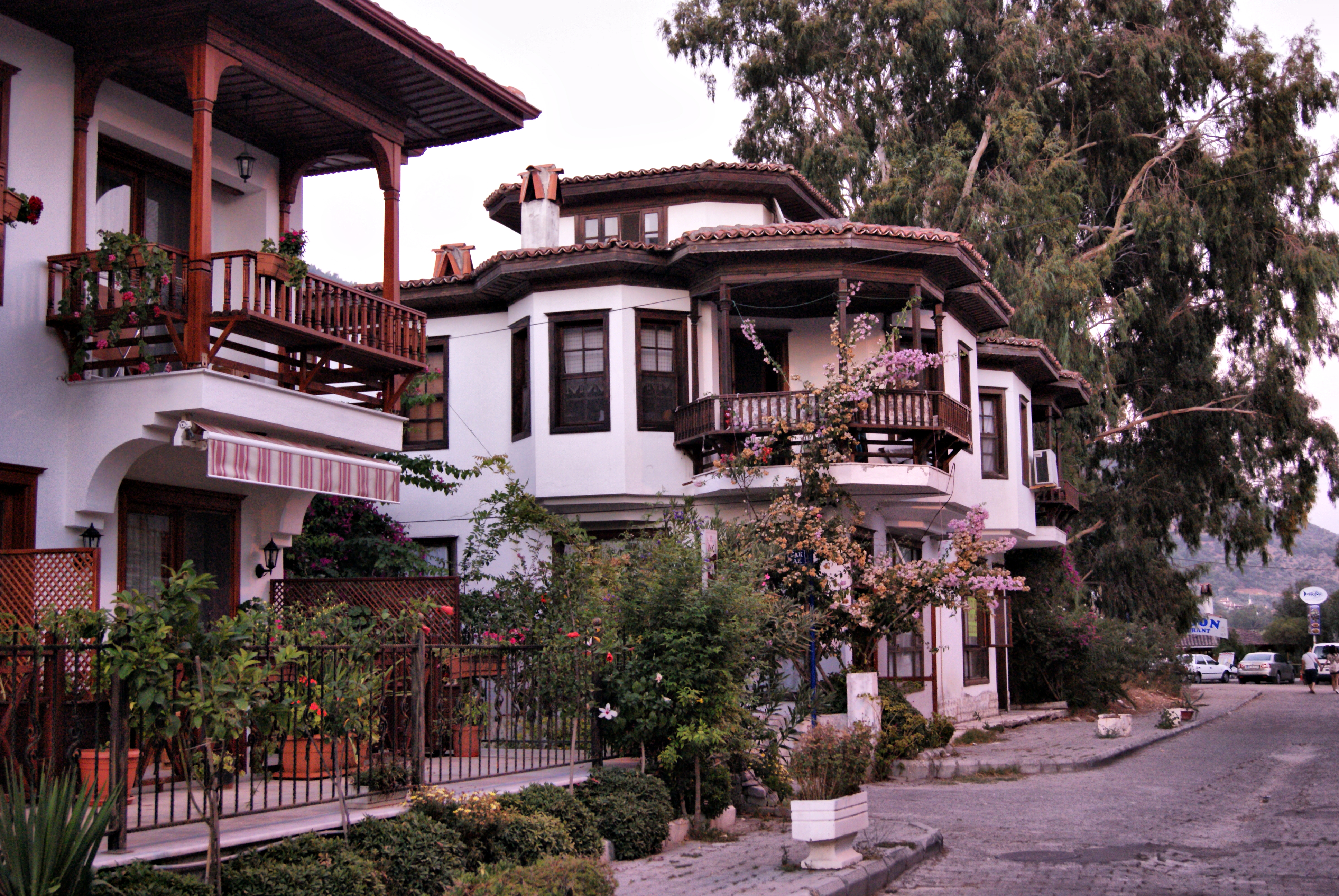
المنازل في أكياكا.
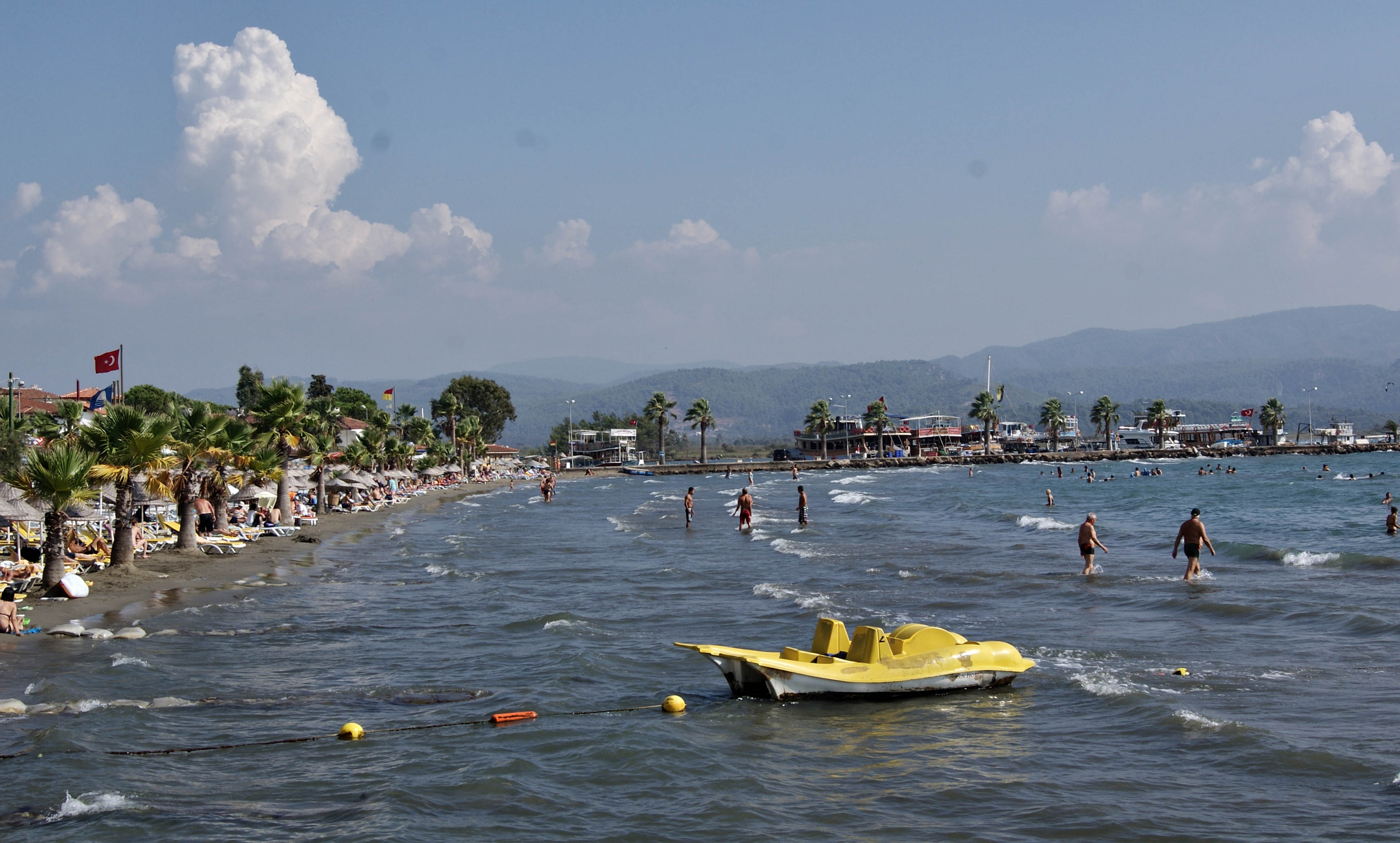
شاطئ أكياكا.
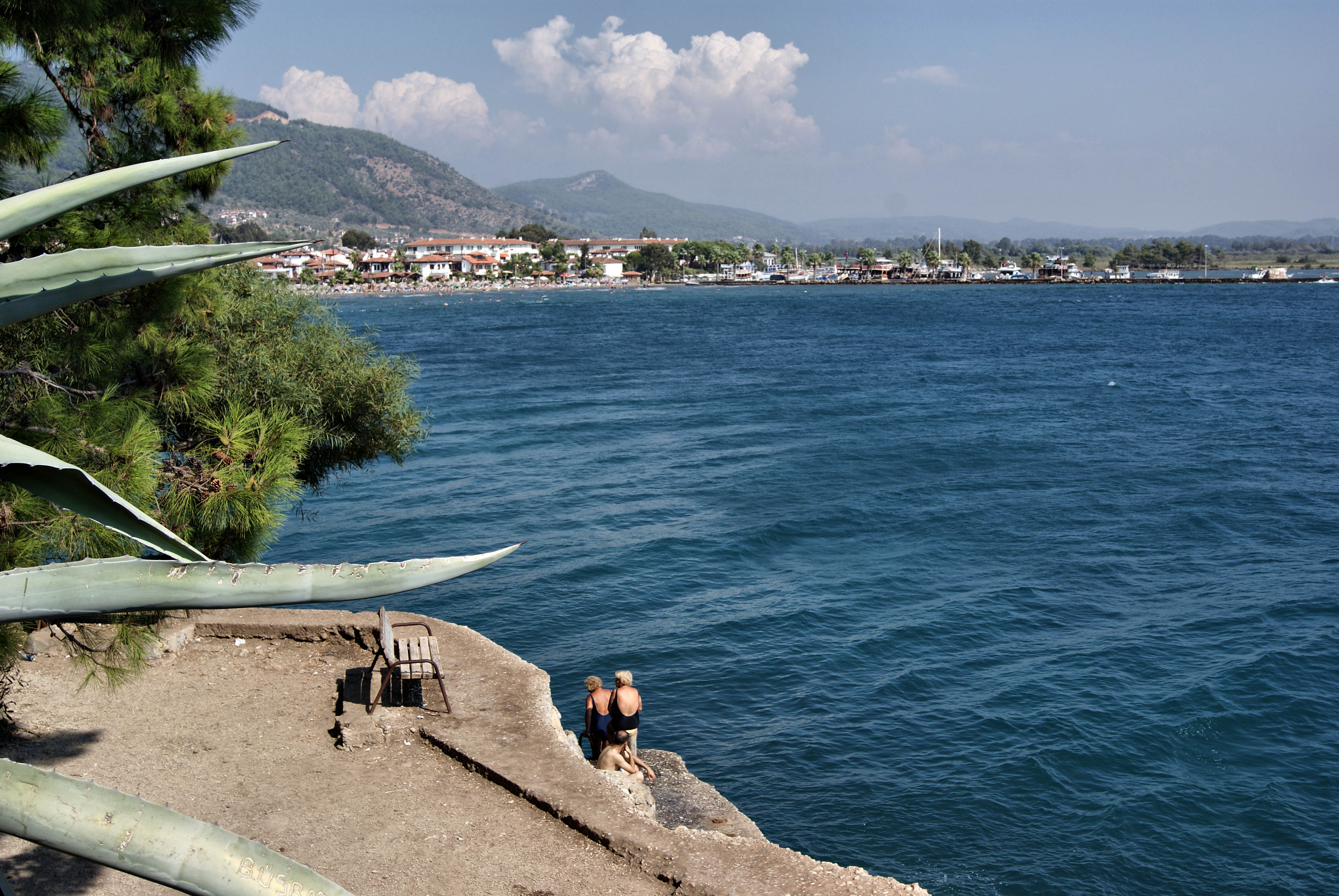
شاطئ أكياكا.
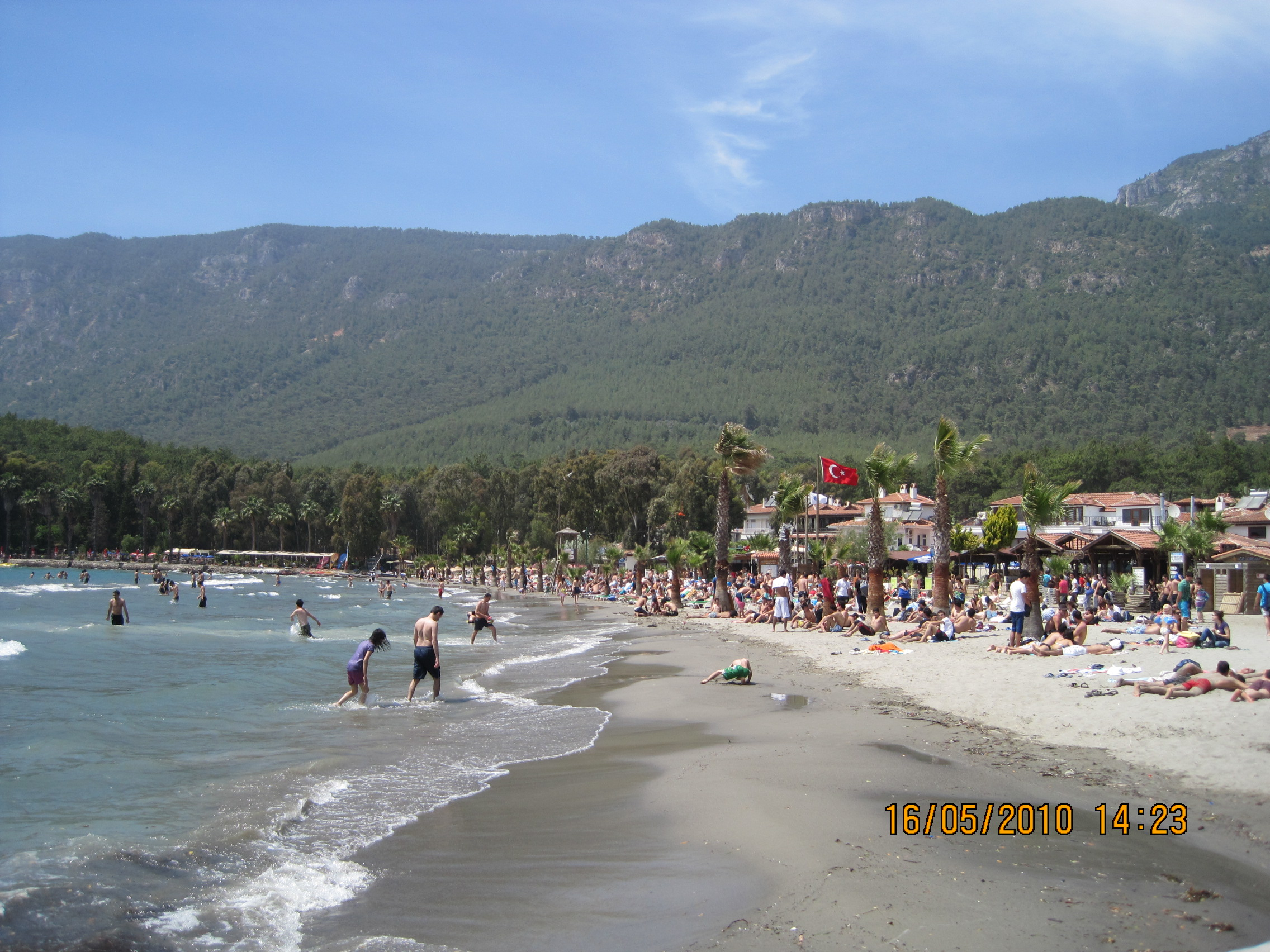
شاطئ أكياكا.
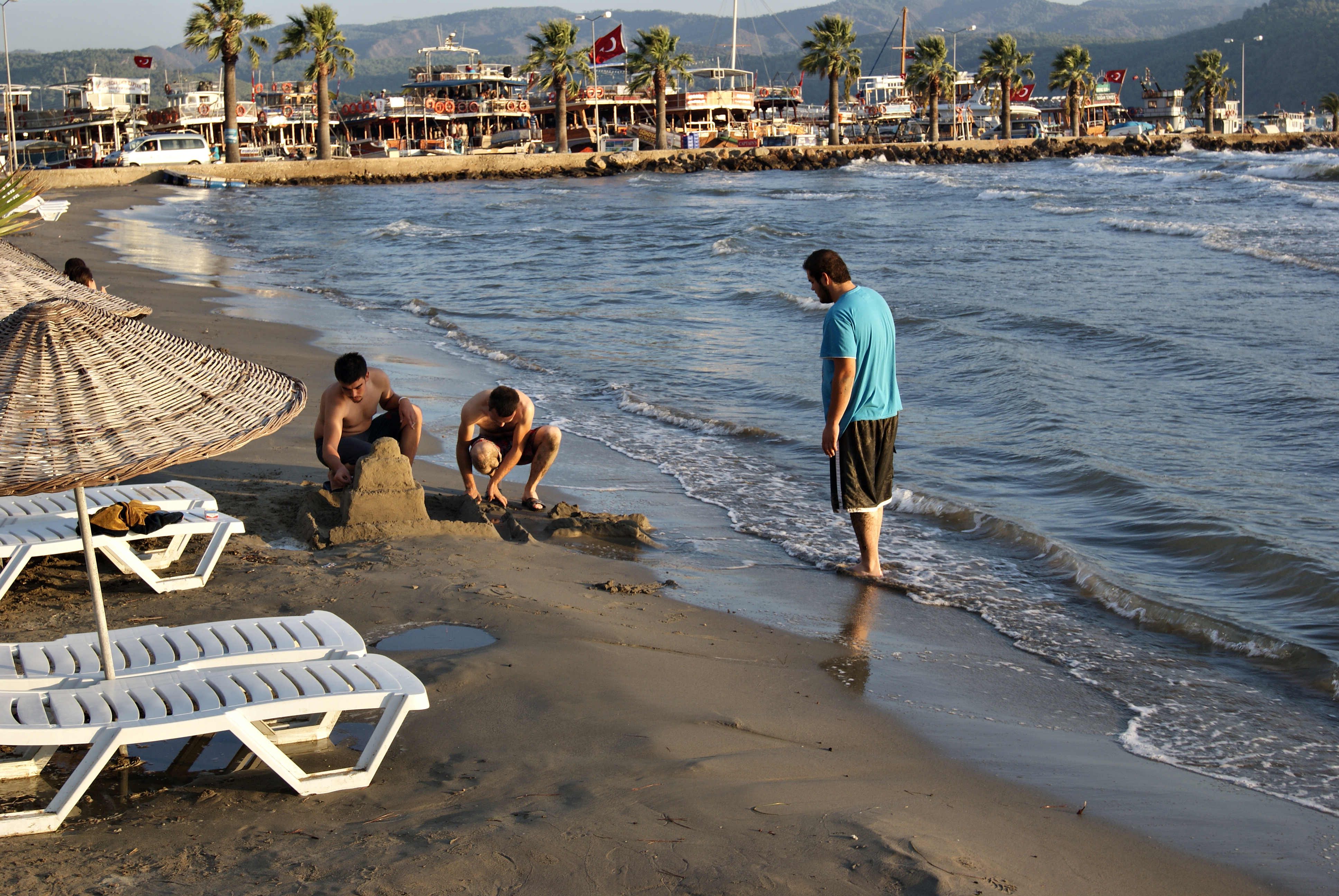
شاطئ أكياكا.
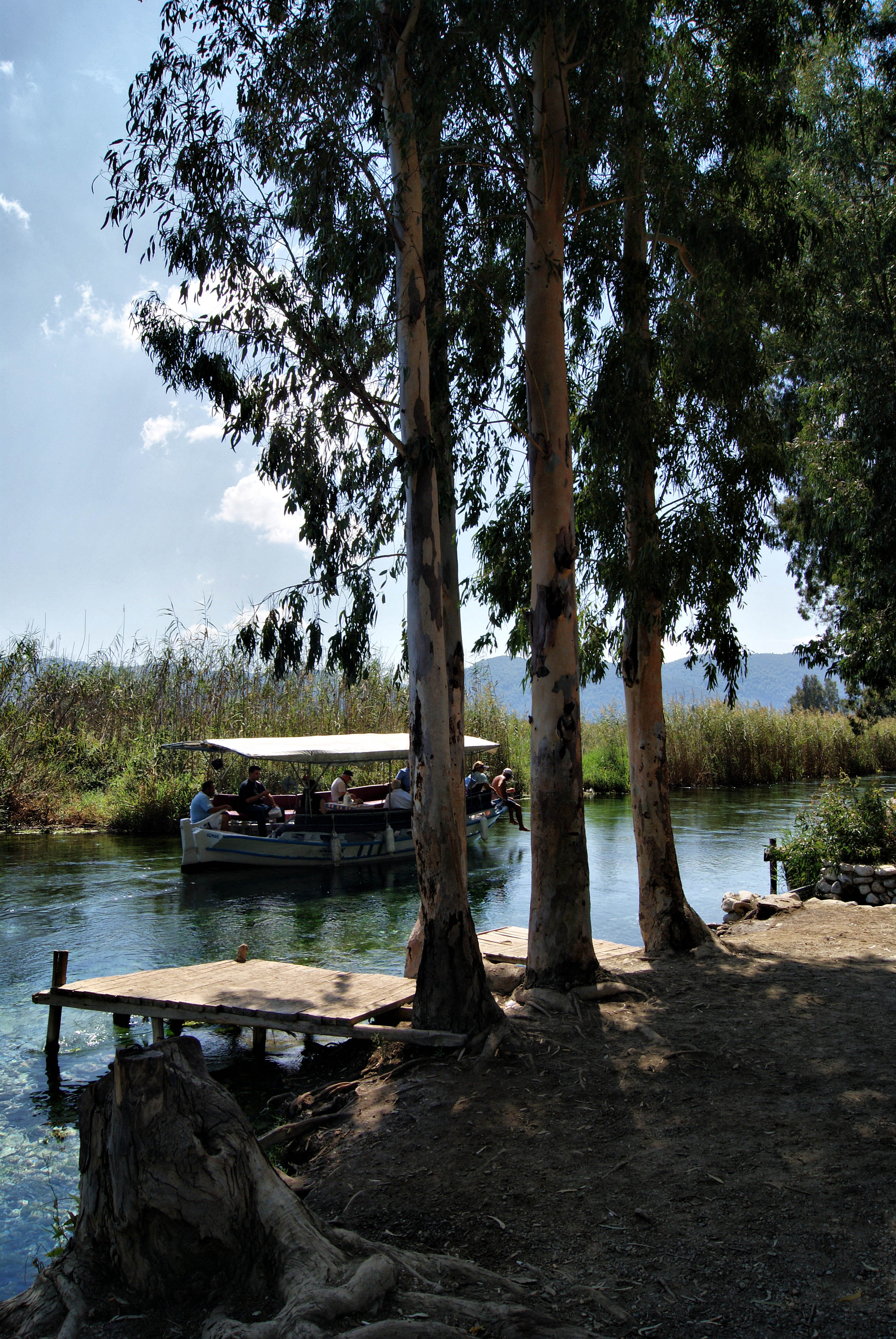
أكياكا.